# 戴受惠
戴受惠（1932年12月—），女，湖北武汉人，中国核技术专家，曾任中国核动力研究设计院研究员、科技委员会副主任，国务院学位委员会学科评议组成员，第八、九届全国政协委员。